# Історія Візантія
Історія Віза́нтія охоплює період від заснування міста у VII столітті до н. е. до 330 року, коли римський імператор Костянтин I Великий переніс у Візантій столицю своєї імперії.
З прадавніх часів Босфор був стратегічно важливою торговою артерією, і контроль над його берегами обіцяв перевагу над конкурентами у всій чорноморській торгівлі. Заснований в середині VII століття до н. е. мегарськими колоністами, Візантій завдяки своєму вигідному розміщенню швидко перетворився на важливий торговий центр античного світу. Зазнавши значних втрат під час греко-перських воєн, надалі Візантій став ареною гострої боротьби між Афінами і Спартою, й кілька разів переходив з рук в руки цих могутніх держав. Зі зростанням значення торгівлі в економіці Візантія роль землевласницької аристократії зменшувалася, а демократично налаштований прошарок купців і мореплавців, навпаки, зміцнював свої позиції. Домігшись незалежності від Афін і наживши великі статки посередницькою торгівлею, візантійці стикнулися з територіальними претензіями з боку Македонії.
В елліністичний період місто довго зберігало самостійність, але вело багато воєн із зайшлими племенами, а також з іншими грецькими державами. Потрапивши під контроль Риму, Візантій тривалий час користувався внутрішньою автономією, поки після довгої облоги не був зруйнований імператором Септимієм Севером. Не відновившись після цієї катастрофи, за імператора Костянтина I Великого місто стало місцем заснування нової столиці Римської імперії — Константинополя

## Освоєння берегів Босфору і перші поселення

Грецькі колонії Пропонтиди (Мармурового моря)

Перші поселення на території сучасного Стамбула з'явилися в період неоліту (орієнтовно між 6400 і 5800 роками до н. е.). Вже тоді місцеві жителі обробляли землю, розводили худобу і ловили рибу на берегах річки, яка протікала на місці нинішнього Босфору і впадала у внутрішнє озеро, що існувало на місці нинішнього Мармурового моря. Пізніше, коли фінікійські та грецькі купці почали освоювати морський торговий шлях з Егейського в Чорне море, на берегах Босфору виникли їхні перші склади товарів і невеликі укріплені поселення, що забезпечували потреби мореплавців. Фінікійці називали Чорне море Ашкенас («Море півночі»), а стародавні греки — Понт Евксинський («Море гостинне»). У давньогрецькій міфології богиня Гера, через ревнощі до Зевса, перетворила красуню Іо, коли та переправлялася через Босфор, на корову, від чого протока й отримала назву «коров'ячий прохід» або «коров'ячий брід». Виявлену стародавніми мореплавцями зручну затоку, що глибоко врізається в суходіл біля злиття вод Босфору з водами Мармурового моря, вони назвали Золотим Рогом (Страбон називав її Рогом Візантія).
Вже легенди про аргонавтів і Сімплегади свідчать про те, що стародавнім грекам був добре знайомий шлях через протоки у Колхіду. Про плавання грецьких суден у водах Понта Евксинського писали античні історики Гекатей Мілетський і Гелланік, а також поети Евмел Коринфський і Гесіод. Кораблі грецьких полісів везли до Причорномор'я ремісничі вироби (керамічні вази, холодну зброю, тканини), вина і оливкову олію, а назад — зерно, будівельний і корабельний ліс, худобу, хутра, солону рибу, мед і віск, а також рабів. Повномасштабне освоєння греками берегів Геллеспонту, Пропонтиди і Боспору Фракійського почалося у добу «великої колонізації» (VIII–VII століття до н. е.). Першість у заселенні цього регіону належала вихідцям з Мілета, які заснували Кізік, Артаку, Проконнесос і Паріон, а дещо пізніше — Абідос, Лампсак, Колони, Пріап і Кіос. Другу хвилю колонізації очолили союзники мілетців — вихідці з Мегар, високорозвиненого торгово-ремісничого центру, які заснували Астакос (Астак) і Селімбрію. В освоєнні північного узбережжя Пропонтиди брали участь також вороги мегарців — вихідці з Самосу, які заснували Мігдонію (Перинф).

## Заснування Візантія

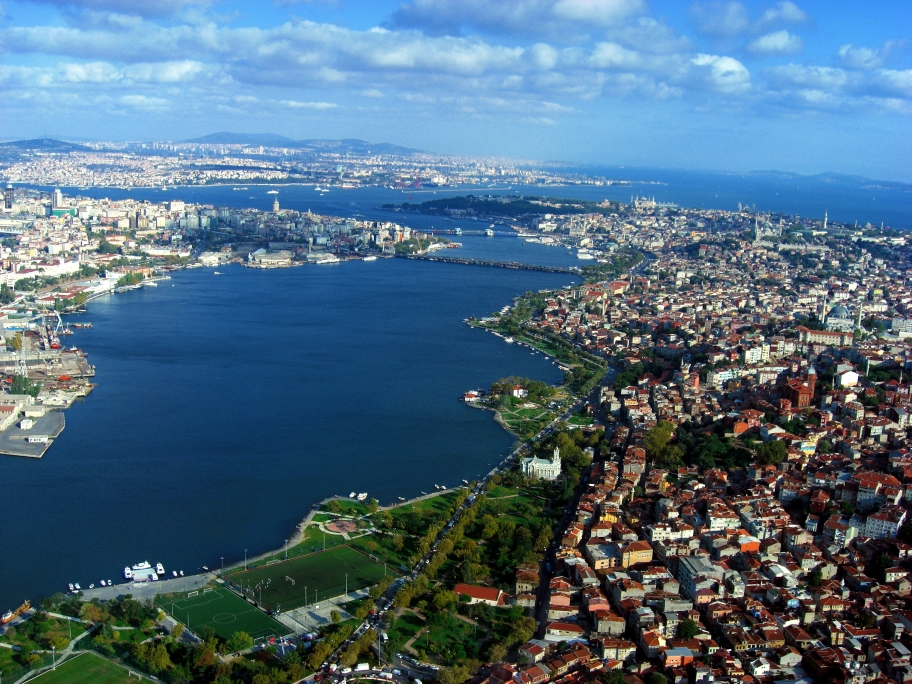
Сучасний вид на Золотий Ріг і Босфор

Приблизно у 685 році до н. е. (за іншими даними — близько 675 року до н. е.) мегарські колоністи спробували облаштуватися на березі Золотого Рогу. Але невдовзі вони були змушені перебратися на азійський берег Босфору і заснувати там іншу колонію — Халкедон (Калхедон). За однією з версій, причиною стала неможливість для нечисленних переселенців протистояти місцевим фракійським племенам. Геродот назвав халкедонян «сліпцями», які не роздивилися стратегічної цінності району Золотого Рогу з його природною гаванню, кількістю риби (особливо тунця), родючими ґрунтами і багатими лісами. Однак, більшість сучасних дослідників головною причиною заснування Халкедона називає наявність в тих місцях доволі великих родовищ мідної руди (χαλκός грецькою мідь). Новий загін колоністів, більшість з яких складали вихідці з Мегар, після перемоги над фракійцями у 660 році до н. е. (за іншими даними — у 659 або 657 році до н. е.) все ж заснував місто, назване Візантієм.
З історією вибору місця для Візантія пов'язано безліч давньогрецьких легенд. Згідно з однією з них, засновником міста був хоробрий воїн і мисливець Візант — син Посейдона і німфи Кероесси, дочки Зевса і Іо (своїм ім'ям він завдячував німфі Візії, яка вигодувала його у Фракії). Коли Візант здійснював чергове жертвоприношення, з'явився орел, схопив серце жертовного бика і забрав його на мис, що вдається в Босфор. Візант прийняв це як божественний присуд і заснував на цьому мисі місто, назване на його честь (на думку багатьох сучасних вчених, Візант — лише міфічна фігура, і не він дав ім'я місту, а назва міста стала основою для подальшого створення образу епонімного героя). За Діонісієм Візантійським, Візант був членом експедиції аргонавтів, а за словами Діодора Сицилійського, він приймав у себе аргонавтів вже як цар. У викладенні Геродота і Євсевія у переддень відплиття Візант за стародавнім звичаєм звернувся до Дельфійського оракула, який відповів полководцю пророцтвом: «Щасливими будуть ті, хто в тому священному місті оселиться, на фракійському мисі, що звідусюди омивається водою, біля гирла Понту, де вдосталь водиться риби і оленів…».
Прибувши морем до європейського берега Босфору, Візант став табором між гирлами річок Кідаріс і Барбіс й приступив до жертвоприношення, належного у таких випадках. Але тварину схопив коршак (або ворон) і відніс її на мис, що змусило Візантія змінити свій початковий план і закласти місто на пагорбі біля протоки. За версією Страбона і Тацита, коли мегарці звернулися до оракула за порадою щодо місця розташування майбутньої колонії, той відповів їм: «Побудуйте місто навпроти сліпих». Прибувши на місце, Візант зрозумів, що оракул мав на увазі колоністів, які заснували Халкедон на азійському березі Босфору, і звелів закласти місто напроти них. Місце, куди причалили кораблі перших колоністів, в античному Візантії називалося Гестія, і пізніше на цьому місці було споруджено жертовники (за однією легендою, це були жертовники кожного з міст, що брало участь в заснуванні колонії, за іншою — це були жертовники семи знатних мегарських родів). З високою ймовірністю можна стверджувати, що серед перших переселенців, які облаштувалися у Візантії, були також вихідці з Беотії, Коринфа і Аргоса (через аргосців в місті поширилися культи Гери і Зевса Афасія). Відповідно до Аристотеля, коли доволі значний прошарок нових переселенців (епойків) відкрито виступив проти повноправних громадян Візантія, ті силою вигнали епойків за межі міста.
Вигідне розташування на Босфорському мисі і сприятливі природні умови дозволили Візантію доволі швидко стати однією з найзначніших грецьких колоній Пропонтиди і Понта. Тут осідали моряки і рибалки, купці і ремісники, що сприяло зростанню населення міста. Мегари відігравали роль переселенського центру, що організовував і направляв потік колоністів у Візантій. Греки вели запеклу боротьбу з місцевими фракійськими племенами (особливо з войовничими фінами), які неодноразово брали місто в облогу, нападали на торгові судна і купецькі каравани, а також встановлювали на берегах Босфору і Золотого Рогу фальшиві сигнальні вогні, заманюючи кораблі в пастку. Кілька разів Візантію ставав у поміч флот сусіднього Халкедона. Після низки битв більшість фракійців покинули цю місцевість, а ті, що залишилися, визнали владу греків Візантія (Афіней, посилаючись на Філарха, стверджував, що візантійці панували над поневоленими фракійцями, як спартанці над ілотами). Акрополь стародавнього Візантія розташовувався на місці нинішнього палацу Топкапи, точніше — навколо церкви Святої Ірини; тут знаходилися численні храми, стадіон і гімнасій. Між Босфорським мисом і тим місцем, де сьогодні починається Галатський міст, були три гавані, які в класичний і елліністичний періоди слугували портом Візантія.

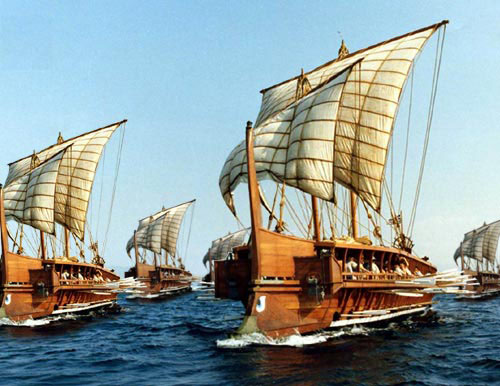
Грецькі галери (реконструкція)

Вже перші жителі Візантія обнесли місто потужними кам'яними стінами зі сторожовими вежами і оточили його глибокими ровами (найнеприступніші ділянки прикривали мис з суходолу). Павсаній писав, що тільки грандіозні стіни Мессін перевершували укріплення Візантія. З'явилася навіть легенда, що стіни міста були споруджені за допомогою Посейдона і Аполлона і тому їх називали «богоданими». Навколо міста розташовувалися поля, виноградники, сади і пасовища, за словами Діонісія Візантійського і Полібія, тут збирали добрі врожаї зерна, фініків, шовковиці, інжиру, плодів суничного дерева, ріс лавр і кипарис, в лісах водилися кабани і олені, у водах Босфору і обох морів — багато риби, устриць і раків (дуже скоро купці Візантія стали вивозити солону рибу на продаж в сусідні міста), в околицях добували золото і мідь. Навіть на монетах Візантія були зображені тунець, бик і дельфін (дві останні тварини — як елементи герба міста). У Візантії існував фонд державної (міської) землі, який був поділений на наділи і оброблявся прикріпленими до них державними рабами. Але головну роль відігравала торгівля, як морська (з Середземномор'я в Чорне море), так і сухопутна (з Індії та Середньої Азії в Європу), що дозволила Візантію (незважаючи на ворожість варварських племен, що оточували місто, і брак прісної води) піднестися серед інших грецьких колоній Пропонтиди і Понта. Чим більше розвивалося морське сполучення між містами Стародавньої Греції та чорноморськими колоніями, тим більшого значення набувала прекрасна природна гавань Золотого Рогу, що дозволяла суднам ховатися від негоди. Жоден торговий корабель, який прямував через Босфор, не міг без згоди влади Візантія і сплати податків оминути місто.
Наприкінці VII — на початку VI століття до н. е. вихідці з Візантія і Халкедона вже самі брали участь у заселенні мегарських колоній у Причорномор'ї, зокрема, Месембрії. У цей період понтійська торгівля ще не досягла великого обороту, але з розширенням колонізації Причорномор'я її обсяги постійно росли. Поступово Візантій все більше віддалявся від Мегар, але в місті аж до початку нашої ери зберігалися деякі інституції, культи і топоніми, принесені першими переселенцями з метрополії. Наприклад, великий вплив мали культи Деметри Малофорос і Артеміди Ортосії, а також деякі інші культи богів і героїв (Гіппосфена і Сарона), характерні для Мегар. Цивільне населення ділилося на «сотні», що так само було запозичено з Мегар і стало характерним для їх колоній. При отриманні візантійського громадянства новий громадянин обов'язково записувався у сотню, будь-яку, за його вибором (крім того, населення Візантія, як і всіх доричних міст, поділялося на філи, фратрії і тіоси, що мали свої громадські землі). Однак, від початку мегарський елемент не був панівним у Візантії, а з часом ще більш «розрідився» припливом нових переселенців, які поповнювали населення поліса в період його економічного розквіту.

## Доба греко-перських воєн
Походи перських царів Кіра II і Камбіса II призвели до утворення величезної держави, кордони якої простягалися від берегів Геллеспонту до Інду і від порогів Нілу до берегів Чорного і Каспійського морів. Під владою Персії опинилися і грецькі міста Малої Азії, які активно торгували з Візантієм (деякі джерела, зокрема, Геродот, повідомляють, що Візантій також опинився під протекторатом Ахеменідів). У 512 році до н. е. Дарій I здійснив великий похід проти скіфів, метою якого було встановлення влади персів над Балканами і чорноморськими протоками. Після переправи військ Дарія через Босфор, коли в найвужчому місці протоки було споруджено міст, перси захопили Візантій. За одними джерелами, покинуте жителями місто було вщент зруйноване, за іншими, жителі Візантія визнали владу персів і допомагали їм у будівництві переправи. І хоча скіфський похід закінчився для Дарія невдачею, перси все ж зуміли захопити береги Геллеспонту і узбережжя Фракії, відрізавши греків від життєво важливого для них Понту.
Встановлення перського контролю над протоками перервало тривалий зв'язок Мегар з Візантієм і Халкедоном, підірвало морську торгівлю грецької метрополії і поступово призвело до занепаду економіки Мегар, які сильно залежали від контактів зі своїми колоніями. Однак, і перське панування над підкореними землями не було зовсім безхмарним. Багато грецьких міст повстало проти Ахеменідів; військам полководця Мегабаза, якого Дарій залишив у Європі, навіть довелося штурмом брати Перинф (колишня Мігдонія) і силою втихомирювати інші поліси. Незабаром інший перський полководець, Отана, знову зіткнувся з прагненням грецьких колоній у Фракії і на берегах чорноморських проток до незалежності. І знову перси силою придушили повстання, захопивши цього разу Візантій і Халкедон (значна частина підкореного населення була перетворена на рабів). Коли у 499 році до н. е. спалахнуло Іонійське повстання, однією з головних цілей греків було звільнення Геллеспонту і Босфору від перського контролю, адже торгівля іонійських міст і Афін з Понтом практично припинилася, опинившись в руках фінікійців — їх одвічних суперників, які стали союзниками персів.
На початковому етапі повстання іонійські греки звільнили від персів майже всі важливі міста на Геллеспонті і Босфорі, в тому числі Візантій, де утвердився мілетський тиран Гістіей. Він захоплював торгові судна, що пливли через протоку, брав участь у невеликих сутичках з загонами персів, але коли дізнався про долю зруйнованого Ахеменідами Мілета, залишив Візантій і незабаром був страчений. Протягом 494–493 років до н. е. перські війська за підтримки фінікійського флоту відновили своє панування на всьому узбережжі Малої Азії, берегах Геллеспонту, Пропонтиди і Босфору, зруйнувавши при цьому Перинф, Селімбрію і Візантій (жорстоку розправу чинили в основному фінікійці, яким перси довірили каральну операцію в непокірних грецьких колоніях). За словами Геродота, частина жителів Візантія і Халкедона, особливо з числа купців, зуміла втекти до Месембрії.

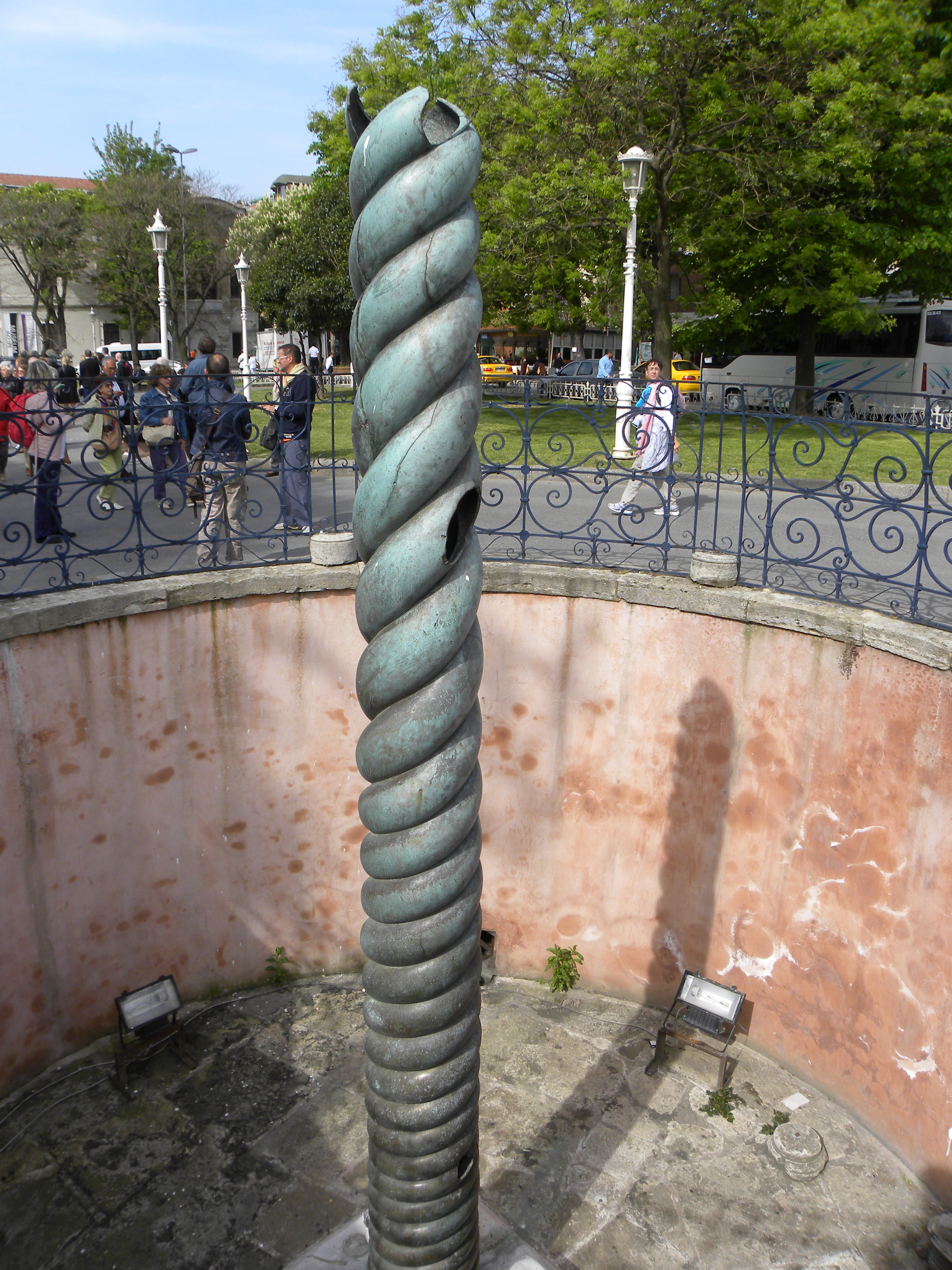
Зміїна колона в Стамбулі, від початку створена зі зброї персів, загиблих в битві під Платеями

Більше десяти років Візантій був під владою великого перського гарнізону, який суворо контролював торговий шлях через Босфор. Як писав Геродот, Ксеркс I під час підготовки переправи через Геллеспонт своїми очима бачив каравани завантажених зерном суден, які йшли з Понту до Греції і Малої Азії, і прекрасно розумів важливість панування над протоками. Після перемог під Платеями і Мікале в 479 році до н. е. греки приступили до звільнення чорноморських проток (полководець Артабаз I втік з Греції в Азію не через Геллеспонт, а через Візантій, перетворений персами на свій опорний пункт). Навесні 478 року до н. е. грецький союзний флот на чолі зі спартанським полководцем Павсанієм вирушив до Геллеспонту і після недовгої облоги заволодів Візантієм. Відтепер боротьба за контроль над містом розгорнулася між Афінами і Спартою (інтереси останньої представляв Павсаній, який став тираном Візантія). Античні історики по-різному висвітлюють період правління Павсанія: одні стверджують, що його влада над Візантієм тривала не більше року, інші вважають, що він правив близько семи чи десяти років.

## Доба протистояння Афін і Спарти
Афіни, маючи сильний флот, були традиційно пов'язані з понтійськоїю торгівлею і залежали від поставок понтійського зерна, а Спарта вела досить незначну торгівлю на Сході. Павсаній став вести розгульне життя й перетворився з хороброго воєначальника на гордовитого і честолюбного політика. Він вів переговори про союз з персами, хотів одружитися з перською царівною, відпустив на волю всіх знатних персів, захоплених при взятті Візантія, і навіть мріяв стати правителем Спарти, чим налаштував проти себе не тільки рядових жителів міста, а й своїх колишніх союзників. Дізнавшись про таємні контакти свого намісника з ворогом, влада Спарти викликала Павсанія на батьківщину, де він все ж зумів домогтися виправдання (вирушаючи у дорогу, Павсаній залишив у Візантії замість себе еретрійця Гонгіла, якому підпорядковувався гарнізон, а направленого замість Павсанія спартанця Доркіса не прийняли союзники). Невдовзі Павсаній без дозволу спартанського уряду повернувся у Візантій, але не зміг утримати владу в місті (фактично Афіни закривали очі на його присутність у Візантії, до того ж Павсаній своєю боротьбою за владу послаблював сили Спарти). Врешті він був змушений повернутися на батьківщину, де у 467 році до н. е. прийняв мученицьку смерть.
Тим часом Афіни скористались сприятливим моментом і приблизно у 470–469 році до н. е. захопили Візантій, приєднавши його до Афінського морського союзу. Флот афінян панував на морі і рішуче зупиняв спроби союзних міст домогтися самостійності. Під контролем Афін перебували торгівля союзних міст і морський шлях через Босфор, а Візантій став опорним пунктом Афінського морського союзу в причорноморській торгівлі (особливо з Боспорським і Одриським царствами). Середина V століття до н. е. стала часом бурхливого зростання і процвітання міста. У гавані будувалися склади для зберігання товарів, торгове життя настільки пожвавилося, що в ужиток широко увійшло слово προυνίκους — вантажник (ця професія була настільки типова для Візантія, що назва «вантажник» перетворилося на прізвисько для самих візантійців), а мито за право заходу в порт стало головним джерелом добробуту Візантія (в цей час вже існував звичай дарувати іноземцям у вигляді почесного привілею право вільного користування гаванню міста). Землевласницька знать, що раніше відігравала провідну роль в житті Візантія і околиць, поступово поступилася першістю купцям, ремісникам і мореплавцям (таким чином зайшлі елементи потіснили нащадків перших колоністів, що складали кістяк місцевої аристократії). Візантій був у числі тих міст Афінського морського союзу, які довгий час виплачували Афінам найбільший форос (більше платили лише Тасос, Парос і Егіна, а наприклад сусідній Халкедон платив майже вдвічі менше, ніж Візантій). Кораблі і воїни Візантія брали участь у військових експедиціях Афін з приборкання непокірних міст морської держави.
За прикладом Афін у Візантії відбулася заміна олігархічного правління рабовласницькою демократією, що супроводжувалася протистоянням між землевласницькою аристократією і демосом. Носієм верховної влади стало все вільне населення міста, народні збори приймали закони, оголошували війну і укладали перемир'я, керували міжнародними відносинами (з фракійськими племенами і грецькими державами), продажем та орендою громадських земель, встановлювали податки і монополії на деякі види діяльності, дарували громадянські права. Другим за важливістю законодавчим органом влади була рада (дав.-гр. βουλά), рекомендації і рішення якої підлягали затвердженню народними зборами. Частина колишніх олігархів прийняла новий порядок і зайнялася торгівлею, але багато хто був налаштований вороже і зачаїв образу. Нагода виступити проти демократії і Афін трапилася їм під час повстання, піднятого олігархами Самосу, які мріяли відібрати у афінян гегемонію в Егейському морі і виношували плани встановлення контролю над чорноморськими протоками (заради цього самосці заручилися підтримкою персів і частини візантійських олігархів, незадоволених демократією). Коли в 440–439 роках до н. е. самоські олігархи відкрито повстали проти Афін, Візантій підтримав заколотників. Місто не брало активної участі у війні, але заявило про свій вихід з союзу і відмовилося вносити форос в союзну казну. Після придушення повстання Самос був суворо покараний, але Візантію вдалося уникнути жорстокої кари (Афіни, зацікавлені у лояльності візантійської верхівки, лише трохи підвищили суму форосу (менш ніж на три таланти) і відторгли від Візантія деякі його володіння, зокрема, місто Калліполь, після чого Візантій знову став важливим торговим центром держави).

Греція і Мала Азія напередодні Пелопоннеської війни

Напередодні і під час Пелопоннеської війни значення торгового шляху через чорноморські протоки сильно зросло, і Афіни посилили контроль над Геллеспонтом і Босфором. Сторожова служба (дав.-гр. έλλησποντοφύλακες) строго слідкувала за тим, щоб через протоки проходили тільки кораблі афінян та їх союзників. У порт Візантія звозилося все зерно з берегів Північного Причорномор'я, і вже звідси його розподіляли по містах Афінського морського союзу. У 416 році до н. е. візантійські війська за підтримки загонів фракійців завдали важкої поразки віфінцям, які напали на союзний Халкедон. Після поразки в Сицилійській експедиції період безроздільного панування Афін на морі скінчився і Афінський морський союз став розпадатися (у 412 році до н. е. на бік Спарти перейшли Хіос, Лесбос, Еріфри, Клазомени, Теос і Мілет). У 411 році до н. е. невелика ескадра на чолі з мегарським полководцем Геліксом легко заволоділа Візантієм, який вже протягом тривалого часу був невдоволений фінансовими поборами і торговими обмеженнями Афін (у 430 році до н. е. сума форосу перевищила 21 талант, а в 413 році до н. е. форос був замінений п'ятивідсотковим митом на всі товари, що ввозилися і вивозилися). Протоки перейшли під контроль Спарти, верховна влада в Візантії опинилася в руках спартанського намісника Клеарха, який не надто втручався у внутрішні справи міста, а Халкедон захопили перси.
Передбачаючи загрозу голодної блокади і спустіння скарбниці через втрату контролю над протоками, Афіни зібрали всі свої вцілілі військові кораблі і спорядили експедицію для звільнення найважливішої для них торгової артерії. Після декількох морських битв наприкінці 411 — на початку 410 років до н. е. (особливо в ключовий битві під Кізіком) афіняни завдали поразки флоту пелопоннесців, яких підтримали перси. Вигнавши спартанців з проток, полководець Алківіад не став брати в облогу добре укріплений Візантій, а створив у найвужчому місці Босфору (біля Хрісополя на азійському березі) укріплену митницю. Місце було обрано вкрай вдало, оскільки сильна течія відносила до прибережної фортеці кораблі, які проходили повз митницю, що зводило можливість проплисти непоміченими до мінімуму. Афіняни стягували десятивідсоткове мито з вартості всіх товарів на борту, наочно демонструючи серйозність своїх намірів ескадрою з 30 кораблів, яка постійно курсувала Босфором. Протоки знову опинилися під контролем Афін, а цінність спартанської присутності у Візантії зійшла нанівець.
У 409 році до н. е., після того як Алківіад завдав поразки перському сатрапу Малої Азії Фарнабазу і відновив владу Афін над Халкедоном, його флот почав облогу Візантія. Незабаром гарнізон Клеарха, що складався зі спартанців, беотійців і мегарців, зіткнувся із загрозою голоду і конфіскував міські запаси продовольства, що посилило антиспартанські настрої у жителів Візантія. Цим скористався Алківіад — встановив контакти з незадоволеними спартанською присутністю городянами (серед них було багато торговців, які мали значні збитки через афінську митницю біля Хрисополя). Клеарх, передавши командування союзним полководцям Геліксу і Кератаду, вирушив просити гроші у Фарнабаза. Афіняни вдалися до військової хитрості: зробили вигляд, що зняли облогу і почали відведення флоту, а самі вночі атакували гавань. Поки гарнізон відбивав загрозу з боку моря, союзники Алківіада відкрили ворота з боку суші, і у Візантій увірвалися афінські воїни (за словами Діодора — перелізли через стіни). У вуличних боях взяли участь не тільки спартанці і афіняни, а й прибічники обох таборів з числа візантійців. Коли Алківіад оголосив, що в разі припинення опору ніхто з жителів Візантія не буде покараний переможцями, чаша терезів схилилася на бік афінян, які легко розбили спартанський гарнізон.
Наприкінці Пелопоннеської війни спартанці все ж таки встановили своє панування в Егейському та Мармуровому морях. У 405 році до н. е. їх флот під командуванням Лісандра захопив Візантій, скориставшись допомогою прихильників Спарти з числа місцевих олігархів, які відкрили ворота міста. Частина населення Візантія, що підтримувала демократію, встигла втекти до Афін і Боспорського царства (воїни гарнізону не чинили істотного опору, здалися в полон і були вислані в Афіни). Спартанці не вагаючись зруйнували демократичний лад і відновили владу олігархії, але реальним господарем міста став спартанський намісник (гармост), який правив за допомогою підконтрольного уряду. Припинення торгівлі з Афінами негативно позначилося на добробуті багатьох місцевих торговців, ремісників і робітників порту. Невдоволення демосу, заворушення навколишніх фракійських племен, які скористалися внутрішньою боротьбою серед візантійців, і ненадійне наймане військо, частково укомплектоване з тих же фракійців, призвели до того, що побоюючись бунту олігархи Візантія запитали збільшення спартанського гарнізону та повернення до міста знайомого їм Клеарха.
Клеарх на чолі великого загону спартанців вступив у Візантій, зібрав на зустріч всіх місцевих воєначальників і несподівано перебив їх. Потім він стратив багатьох представників цивільної влади, які раніше виявляли антиспартанські або демократичні настрої, а також убив або вигнав з Візантія багатьох багатих городян, привласнивши їх майно. Тиранія Клеарха виявилася настільки жорстокою, що незабаром проти нього озброїлася навіть частина олігархічної партії і почала слати скарги до Спарти. Занадто самостійний намісник Візантія розсварився навіть зі спартанським урядом, і в 403 році до н. е. був вигнаний з міста новим гармостом Панфідом. Поступово Візантій перетворився на важливий військовий форпост Спарти і місце базування частини спартанського флоту. 
З кінця V століття до н. е. і аж до періоду правління імператора Галлієна Візантій з невеликими перервами карбував свою монету (у період греко-перських воєн з усіх великих грецьких міст тільки Спарта і Візантій не карбували свою монету; у Візантії це було обумовлено монополією кізікського статера, але із зростанням торгового значення міста влада приступила до випуску власних монет). Візантій карбував срібні, мідні, а також залізні (як у Спарті, Мегарах і Аргосі) монети. Срібні використовувалися для розрахунків з іншими державами, для сплати форосу, данини і платні війську, а мідні і залізні мали обіг тільки всередині міста (залізні гроші карбувалися переважно в періоди воєн і фінансових труднощів).
У 400 році до н. е. у Візантії відбулися зіткнення між спартанцями і грецькими найманцями, що брали участь у поході перського сатрапа Малої Азії Кіра Молодшого (вони були набрані з мовчазної згоди Спарти в різних містах Пелопоннесу, багато з них були вихідцями зі Спарти). Після загибелі Кіра і Клеарха, що до нього долучився, загони найманців під командуванням Ксенофонта дісталися до Візантія, але командувач спартанським флотом (наварх) Анаксібій і намісник міста Клеандр під приводом військової побудови вивели їх за міські стіни і закрили перед ними ворота. Тоді найманці силою прорвали оборону Візантія, розграбували місто і скоро рушили у Фракію. Внутрішні смути, часті зміни влади і облоги зовнішніх ворогів, а також втрата афінського ринку зерна призвели до занепаду торгівлі та ремесел Візантія, який славився передусім як посередник у понтійській зернової торгівлі між Афінами і Боспорським царством (обсяг ринку Спарти не йшов ні в яке порівняння з ємним ринком Афін; для спартанців протоки і Візантій мали головним чином стратегічне, а не економічне значення). З кожним роком спартанського панування в протоках скарбниця Візантія, позбавлена притоку торговельних і портових зборів, все більше порожніла, що призвело до посилення проафінських настроїв серед жителів міста.
Під час Коринфської війни Афінам вдалося відновити свій флот і позбавити Спарту переваги на морі. У 389 році до н. е. жителі Візантія з радістю зустріли велику афінську ескадру під командуванням Фрасибула, який вигнав спартанського намісника, ліквідував олігархічний лад і повернув демократичне правління. Фрасибул заснував у Візантії нову митницю, що стягувала з торгових кораблів десятивідсоткове мито за прохід через протоки, причому право стягування цього мита афіняни передали на відкуп візантійцям. Таким чином Афіни повернули собі контроль над чорноморськими протоками, життєво необхідними для їхньої торгівлі, підвищили торгове значення Візантія і відповідно добробут його жителів, а також створили дуже важливий зв'язок з Візантієм, який базувався на обопільній економічній зацікавленості. Пожвавлення торгівлі та ремесел призвели до настання періоду нового підйому та процвітання. Купці Візантія мали контакти не тільки з давніми партнерами (містами материкової Греції, Пропонтиди і Понта Евксинського), а й активно освоювали відносно нові ринки (торгові центри Малої Азії та південної частини Егейського моря). Багатьом візантійським купцям Афіни дарували проксенію та інші привілеї. Зросла роль міняйл і лихварів: численні міняльні крамниці (дав.-гр. τραπέζαι) займалися не тільки розміном грошей, а й кредитували купців і владу міста, а також брали участь у відкупі митного збору за прохід через протоки (система відкупів існувала і в кредитній справі, коли одній міняльній конторі або об'єднанню міняйл віддавали на відкуп весь ринок розміну грошей і пов'язані з цим операції).

Територія Другого афінського морського союзу в 362 році до н. е.

До моменту укладення Анталкідового миру (387 рік до н. е.) Візантій фактично був незалежною державою і самостійно вступав у різні союзи (перебуваючи паралельно в союзі з Афінами). Анталкідів мир лише підтвердив ту автономію, якою Візантій вже реально користувався. У 378 році до н. е. Візантій та інші грецькі поліси з демократичним устроєм прийняли рішення укласти союзний договір з Афінами, які воювали зі Спартою, створивши таким чином Другий афінський морський союз (ядро союзу склали Хіос, Мітилена і Візантій). На відміну від колишнього союзу тепер кілька десятків міст мали закріплену в угоді внутрішню автономію і вносили добровільні внески на військові потреби союзу, а до компетенції Афін головним чином належали питання зовнішньої політики. Загальносоюзними справами узгоджено відали афінські народні збори і синедріон союзників, який постійно засідав в Афінах. Візантій отримав захист від посягань Спарти і необхідні умови для розвитку торгових зв'язків. Але незабаром прагнення до гегемонії взяло гору і Афіни знову почали втручатися у внутрішні справи Візантія, викликавши тим самим зростання антиафінських настроїв серед городян.
У 364 році до н. е. в чорноморські протоки прибула фіванська ескадра під командуванням Епамінонда, і Візантій вийшов з Другого афінського морського союзу, вирішивши надалі спиратися на підтримку впливових Фів (з союзу вийшли також Хіос, Родос і Мітилена). Однак Афіни вислали до непокірного міста великий флот під командуванням Тимофія і силою повернули Візантій у лоно союзу. Відтоді відносини Афін і Візантія перестали бути дружніми, афінянам доводилося регулярно посилати в протоки свої військові кораблі для охорони морських караванів з зерном (про напружені стосунки між колишніми союзниками свідчить той факт, що навіть військовий флот Афін перебазувався з гавані Візантія в порт Ієронім на азійському березі Босфору). Формально перебуваючи у складі Афінського союзу, Візантій проводив профіванську політику і навіть після краху фіванської гегемонії всіляко намагався допомогти Фівам (під час Третьої Священної війни Візантій фінансував беотійців в їх боротьбі з фокідцями).

## Здобуття незалежності і протистояння з Македонією
У 357 році до н. е. Візантій уклав союз з деякими містами (Хіос, Родос, Кос, Селімбрія і Халкедон), які також прагнули розірвати обтяжливі союзні відносини з Афінами. Направленому про них флоту Афін не вдалося здобути перемогу і заволодіти Візантієм. Відтепер Афіни назавжди втратили перевагу в чорноморських протоках і контроль над Візантієм, який багатів на транзитній торгівлі боспорським зерном. Поступово важливими джерелами доходів для візантійської скарбниці ставали работоргівля і державні монополії на рибний промисел, солеваріння (це найранішні з відомих в античному світі монополій на дані види діяльності) та обмін грошей. Своєчасно реагуючи на постійне зростання обсягів торгівлі, розширювався і порт Візантія, який приймав кораблі всіх найбільших торгових центрів Середземного і Чорного морів. Значну частину доходів влада міста скеровувала на утримання власного потужного флоту і сильної армії, за допомогою яких Візантій поступово розширював свій вплив на сусідні прибережні райони Пропонтиди (зокрема, до середини IV століття до н. е. під контролем Візантія опинилися Халкедон і Селімбрія). Крім того, чималі кошти йшли на будівництво міських укріплень, причалів, маяків та військових кораблів, розширення та облаштування гавані, виробництво зброї та боєприпасів, а також на військові походи проти фракійських племен. На потреби цивільного будівництва (храмів, стадіонів, гімнасіїв) та державних свят також були потрібні великі суми, тому заможних городян влада обкладала додатковими зборами у вигляді літургій і триєрархій.
Землевласницька знать майже повністю втратила свій колишній вплив, поступившись першістю торговцям, власникам суден і майстерень. Громадянські права мала невелика частина городян, а численні у Візантії раби і метеки були їх позбавлені (у періоди особливої потреби влади Візантія продавала право громадянства метекам, серед яких зустрічалися багаті купці і лихварі). Дешева рабська праця, широко поширена в сільському господарстві і ремісничому виробництві, негативно позначалася на становищі вільних селян і ремісників. Раби працювали не тільки у порту, на галерах, на прилеглих до міста полях і пасовищах, але й у володіннях Візантія на азійському березі Босфору, в Мізії і Троаді (про їх тривале існування писали Полібій і Страбон). До цього періоду історії міста відноситься розповідь Ісихія Мілетського про візантійського стратега Протомаха, який жорстоко придушив повстання фракійців, звернувши їх у рабство (на відзначення цієї перемоги в місті навіть був споруджений бронзовий пам'ятник). З другої половини IV століття до н. е. в результаті зближення Візантія з впливовим Родосом змінився ваговий стандарт візантійських монет: від перської системи місто перейшло до карбування монет родоського стандарту. На монетах, окрім монограм, почали з'являтися повна назва міста та імена деяких магістратів (наприклад, в III столітті до н. е. імена Гекатодора і Олімпіодора). На рубежі IV–III століть до н. е. майнове розшарування різних категорій мешканців Візантія (особливо полярно розташованих один до одного — найбільших купців і міської бідноти) нерідко призводило до гострих соціальних конфліктів.
Тільки но зміцнівши і досягнувши добробуту, Візантій зіткнувся з територіальними претензіями з боку Македонії, яка встановлювала свою гегемонію над Грецією, і скіфів. Коли війська Філіппа II вдерлися у Південну Фракію, він зробив Візантій своїм союзником у боротьбі з фракійським царем Керсаблептом. Але, здобувши перемогу, македонці стали відкрито претендувати на панування в протоках. Флот Філіппа II став чинити перешкоди торговельним судам, захоплювати їх, таким чином завдаючи шкоди Візантію. Це не могло не позначитися на позиції міської верхівки, яка стала схилятися до союзу з Афінами проти Македонії. Коли Філіпп II зажадав від Візантія участі у війні проти Афін, той відмовився. Тоді ж для відновлення нормальних відносин у Візантій прибув Демосфен (він же для боротьби з македонською загрозою закликав до коаліції Родос, Хіос і Персію). У 340 році до н. е. македонці взяли в облогу Перинф, на допомогу якому вирушили війська союзного Візантія і загін найманців перського царя Артаксеркса III. Тоді Філіпп II розділив свою армію і, не знімаючи облоги з Перинфа, напав на майже беззахисний Візантій. Завдяки героїзму гарнізону і мудрості керівника оборони Леона Візантійського місто зуміло відбити несподіваний штурм і наступну наполегливу облогу. За однією з легенд, захисникам Візантія протегувала Артеміда, яка освітила чудесним світлом місто й розбудила жителів під час нічної атаки супротивника (це знайшло відображення навіть на монетах Візантія).
Завдяки наполегливому опору Візантій протриматися до прибуття підкріплення з Хіоса, Родоса, Коса і Афін, коли Філіпп був змушений зняти морську облогу міста. Однак він посилив облогу з боку суходолу і за допомогою підробленого листа обмовив у зраді Леона Візантійського, який не став чекати самосуду і повісився. Македонці стягнули до стін Візантія найпотужніші облогові знаряддя, побудували міст через Золотий Ріг для постачання військ і розорили всі околиці міста, але флот союзників, що панував у протоках, регулярно доставляв у Візантій провізію і воїнів. Захисники міста мужньо відбивали всі атаки ворога і вчасно ліквідовувала підкопи під стінами, а армія Філіппа Македонського почала втомлюватися від тривалої облоги. Зрештою Філіпп II був змушений зняти облогу і відступити, втративши майже весь свій флот, розбитий афінянами. Але й Візантій зазнав серйозних втрат — загинули тисячі жителів, було зруйновано багато будинків, суттєво постраждали міські стіни і вежі. Закінчивши реконструкцію оборонного кільця і постраждалих будівель, жителі Візантія спорудили в місті статую і храм Гекати Світлоносної, що стала відтоді найшанованішою богинею. Згідно з легендою, вона у вирішальну ніч оборони Візантія, щоб попередити про небезпеку запалила смолоскип, і захисники міста були підняті на ноги гавкотом собак (ця легенда переплітається зі схожою легендою про Артеміду, що надалі відбилось у зближенні їх культів, але античні історики наводять ці легенди як дві різні історії). Крім того, за свідченням Демосфена, вдячні візантійці і перинфяни поставили три колосальні мармурові скульптури на честь своїх союзників-афінян.

## Елліністична доба

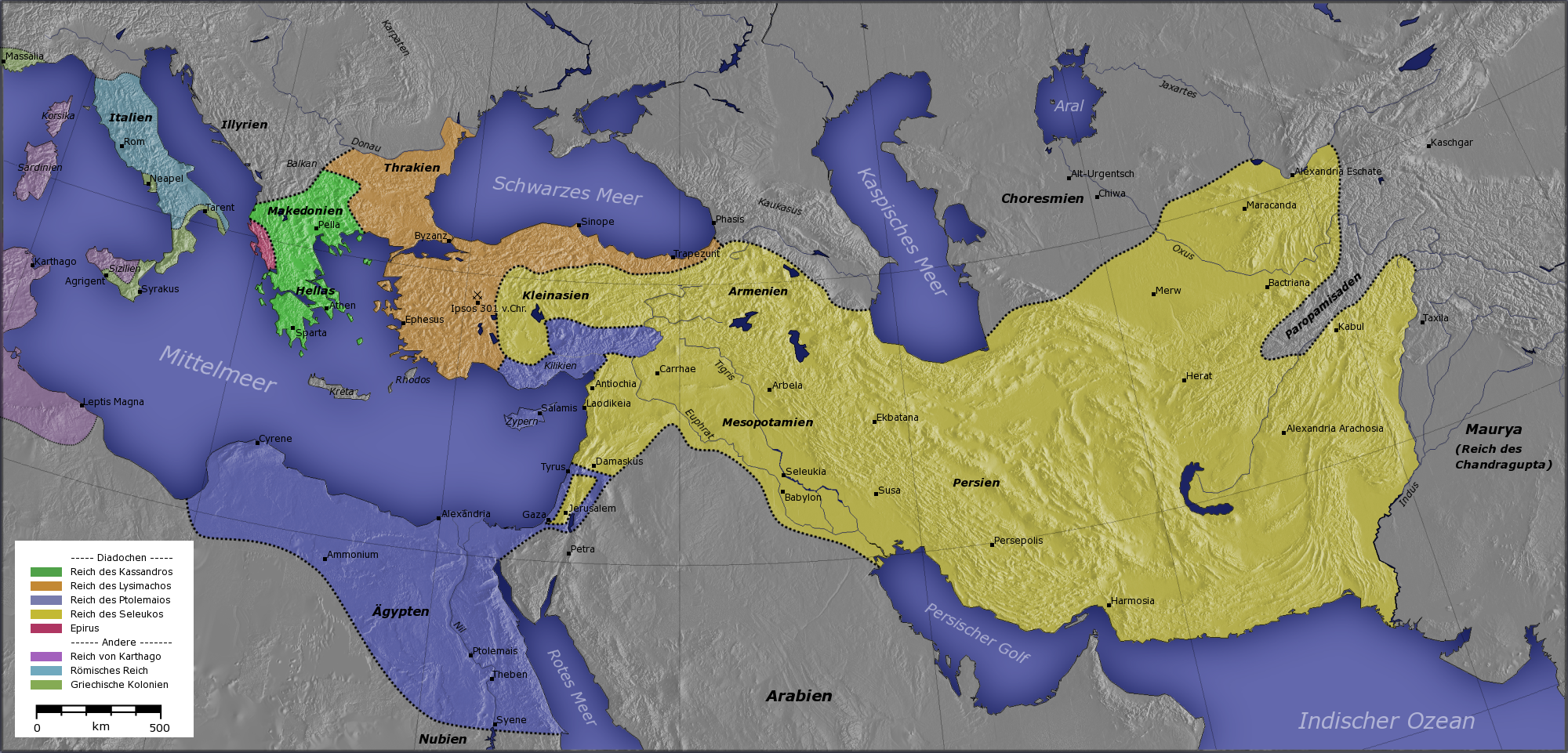
Елліністичний світ на межі IV і III століть до н. е.

Перемога Візантія підвищила його престиж в очах сусідів, посилила роль міста в політичному житті грецьких держав і ще більше зміцнила незалежне становище Візантія як вільного торгового поліса. Візантій зберіг незалежність навіть у період створення Коринфського (або Еллінського) союзу, який об'єднав під владою македонців більшу частину Греції. Щоправда, Візантій підтримав завойовницькі походи Александра Македонського, який ніколи не зазіхав на самостійність міста (купці Візантія були зацікавлені в хороших відносинах з величезною імперією і навіть надавали свої кораблі для потреб Александра). У неспокійний період розпаду імперії Александра Македонського Візантій завдяки своєму економічному значенню, військовій потужності і майстерній дипломатії дотримувався нейтралітету, зберігаючи при цьому повну незалежність. Місто навіть відмовило послам могутніх діадохів Лісімаха і Антигона I Одноокого, які намагалися приєднати Візантій до своїх держав або хоча б підписати з ним союзні договори (глибоко ображений відмовою візантійців, Лісімах все ж не зважився на військові дії, а з Антигоном Візантію навіть вдалося зберегти нормальні відносини). В епоху еллінізму до союзу з Візантієм, що мав високий авторитет в грецькому світі, прагнули багато впливових правителів. У 319 році до н. е. Візантій допоміг зброєю дружньому Кізіку, обложеному сатрапом Геллеспонтської Фригії Аррідеєм, який після погроз з боку Антигона I був змушений відступити (у свою чергу Візантій надавав послуги Антигону, зберігаючи при цьому нейтралітет). У III столітті до н. е. Візантій часто виступав у ролі посередника в суперечках і війнах між елліністичними державами.
У 278 році до н. е. околиці Візантія сильно постраждали під час навали галатів, племена яких здійснювали спустошливі набіги на Балкани і Малу Азію (один із загонів під командуванням Леоннорія і Лотарія розорив прилеглі до міста поля і зруйнував невеликі фортеці). Візантійцям вдалося відкупитися від галатів (величезну на ті часи суму збирали навіть у союзних містах), проте це був лише тимчасовий захід. Після того як галати підкорили сусідні з Візантієм фракійські племена, вони створили свою державу, що простягалася від берегів Дунаю до Босфору. Загони галатів постійно розоряли сусідів Візантія, а саме місто майже півстоліття було змушене платити велику данину ватажкам галатів (ця данина не була регулярним податком, а була швидше схожа на подарунки, якими Візантій намагався задобрити галатів, і коливалася від 3 до 10 тис. золотих). У середині III століття до н. е. посиленню впливу Візантія в західній частині Понта спробували перешкодити Галатіс і його союзник Істрія, але вони були розбиті візантійськими військами, які розорили околиці міст. У 260 році до н. е. спробу захопити Візантій зробили війська Селевкідів, але облога не вдалася. Жителі міста вчинили рішучий опір Антіоху II, на допомогу до них прийшли загони дружніх міст Пропонтиди і Понта (приміром Гераклея Понтійська відправила 40 кораблів), і незабаром війська Селевкідів були змушені відійти від потужних стін Візантія. Значні військові витрати і обтяжлива данина галатам спустошили казну Візантія, змусивши владу міста почати стягувати мито з торгових кораблів, що проходили через Босфор (вона не стягувалася з часів розпаду Другого афінського морського союзу). Однак, ця міра викликала невдоволення з боку інших грецьких міст, зацікавлених у збереженні вільного мореплавства протоками.
Від імені всіх незадоволених нововведенням до Візантія звернулися посли раніше дружнього Родосу, але отримали рішучу відмову. У 220 році до н. е. між Візантієм і Родосом спалахнула війна. На бік останнього перейшла Віфінія, також зацікавлена у свободі мореплавання чорноморськими протоками (союзниками Візантія стали пергамський цар Аттал I Сотер, селевкідській полководець Ахей і віфінський аристократ Тібойт). Велике військо царя Пруссія I захопило всі володіння Візантія на азійському березі Босфору (у тому числі порт Ієронім) і в Мізії, а потужний флот Родосу під командуванням наварха Ксенофонта блокував Геллеспонт, що сильно вдарило по доходах візантійців. Після повторної відмови скасувати мита віфінські війська за підтримки численних фракійських найманців почали облогу Візантія, що залишився без підтримки ззовні (в обмін на звільнення батька з єгипетського полону Ахей перейшов на сторону Родосу, Тібойт помер по дорозі з Македонії у Візантій, а грецькі міста Понта нейтралітетом висловили свою незгоду з фіскальною політикою Візантія). Коли галатський цар Кавар, який побоювався втратити свого найбільшого данника (до 220 року до н. е. данина зросла до величезної суми у 80 талантів), виступив посередником між ворогуючими сторонами, Візантій був змушений піти на поступки і відмовитися від стягнення мита з кораблів, отримавши натомість свої азійські володіння назад. Але незабаром для Візантія настало полегшення — місто перестало виплачувати данину галатам, розбитим і винищеним зміцнілими фракійцями.
| |
| Срібна тетрадрахма, яку карбували у Візантії у II столітті до н. е. від імені Лісімаха. На аверсі зображена голова Александра Македонського, на реверсі — Афіна Нікіфорос, яка сидить на троні, однією рукою спирається на щит, а в іншій тримає Ніку. Відмітним знаком візантійських монет є тризуб з двома дельфінами по боках руків'я, розміщений в нижній частині. |

В епоху еллінізму на монетах Візантія поряд з дельфіном карбували зображення богів, насамперед Деметри у вінку з колосся, Посейдона з тризубом, Аполлона в лавровому вінку, Афіни Паллади в коринфському шоломі, Діоніса з виноградною лозою, а також ріг достатку і вершу. У цей період Візантій для зручності міжнародних розрахунків карбував монети, аналогічні царським. Найпоширенішим типом монет Візантія в епоху еллінізму були срібні і золоті статери з ім'ям Лісімаха. Незважаючи на те, що Візантій відмовився увійти до складу держави Лісімаха, монети місто карбувало за зразком монет цього монарха (таким чином, візантійські лісімахівські статери стали найбільш ходовою монетою Причорномор'я, особливо у Криму і на Кавказі, а в Боспорському царстві з кінця III століття до н. е. і аж до епохи Мітрідата VIII золоті монети візантійського карбування складали основу золотого обігу і були більш відомі, ніж боспорські статери). Крім карбування власних монет, Візантій широко використовував за допомогою надкарбування монети інших держав, наносячи на них літерні монограми, значки, зображення дельфіна, грона винограду або амфори (зазначені надкарбування зустрічаються на монетах Птолемея I Сотера і Лісімаха). У періоди фінансових труднощів візантійці надкарбовували і свої гроші, наприклад, при зміні номіналу монети для підвищення її вартості. У другій половині III століття до н. е. монетний союз Візантія і Халкедона породив спільні мідні монети, про що свідчать написи на них, що складаються з назв обох міст (ΒΥΣΑΝ ΚΑΛΧΑ). Месембрія і Одесос за прикладом боспорських царів карбували монети такого ж типу, як і Візантій.
Кінець IV і все III століття до н. е. були періодом економічного розквіту Візантія, роль якого в понтійській торгівлі в епоху еллінізму зросла. Сфера його торговельних відносин охоплювала весь Понт і міста Егейського моря. На перше місце в зовнішній торгівлі, відтіснивши Афіни, висунувся Родос (дружні відносини Родосу з Візантієм швидко відновилися навіть після нетривалої війни, що спалахнула між державами в 220 році до н. е.). Крім того, візантійські купці поставляли зерно на найбільший хлібний ринок епохи еллінізму — острів Делос, а також на Хіос і в Селевкію. Однак, понтійське зерно, яке вже було у IV столітті до н. е. основною статтею реекспорту Візантія, в III столітті до н. е. відступило на задній план, відтиснене з ринку Греції дешевшим єгипетським хлібом. Поступово Візантій перетворився на великий центр работоргівлі, поставляючи невільників з Скіфії, Віфінії і Фракії в міста Греції. Іншими важливими товарами, що вивозилися з грецьких міст Понта, були худоба, солона і в'ялена риба, мед і віск. З Греції через Візантій йшли оливкова олія, вино, тканини, керамічні та металеві вироби. Значно розширилися торговельні зв'язки Візантія з Фракією (але вони часто переривалися через військові конфлікти з фракійськими племенами), Єгиптом (на це вказує широке поширення в грошовому обігу Візантія єгипетських монет, які мали обіг нарівні з візантійськими грошима, а також розквіт в місті культів Серапіса та Ісіди) і державою Селевкідів. Продовжували грати значну роль в економіці Візантія різні ремесла (виробництво кораблів, зброї, взуття, тканин, керамічних і металевих виробів, продуктів харчування, вироблення шкір, спорудження будівель і храмів), землеробство і тваринництво (але процвітанню сільського господарства в околицях міста заважали часті спустошливі набіги фракійців).
Елліністична епоха була періодом розквіту в Візантії образотворчого мистецтва, архітектури, літератури, точних наук, спорту та музики. Особливо славилося будівельне мистецтво візантійців, в тому числі його фортечні мури з сімома баштами і численні храми (стіни яких зводилися з полірованого каменя, приміщення оздоблювалися картинами, мозаїками і скульптурами). Візантій підтримував широкі культурні зв'язки з державами античного світу; візантійські посли, спортсмени, кіфареди і артисти брали участь у загальногрецьких святах (щоправда, жоден гімнаст з Візантія так і не став переможцем Олімпіади). У самому місті регулярно влаштовувалися Діонісії, які супроводжувалися театральними постановками, і Боспорій, під час якого проходили змагання з бігу з смолоскипами. Серед сучасників були відомі історик Деметрій Візантійський (автор більше двадцяти книг), поетеса Міро і поет Парменон Візантійський (їх твори не дійшли до наших днів, про цих літераторів згадують лише історики).
Агресивна політика македонського царя Філіппа V змусила Візантій порушити свій нейтралітет і вплутатися в так звану Критську війну на боці своїх давніх союзників — Родосу, Пергаму, Кізіка і Афін. Філіпп захопив Халкедон і відділив від союзу з Візантієм Перинф, але в 202 році до н. е. союзний флот завдав поразки македонцям біля Хіоса. У підсумку Родос звернувся за допомогою до Риму, а відмова Філіппа припинити війну призвела до початку Другої Македонської війни. Таким чином, Візантій, який раніше так палко ратував за недопущення римлян до Греції, сам перетворився на їх союзників (за допомогою військ Рима візантійці повернули собі Перинф і домоглися звільнення Халкедона).

## Римська доба

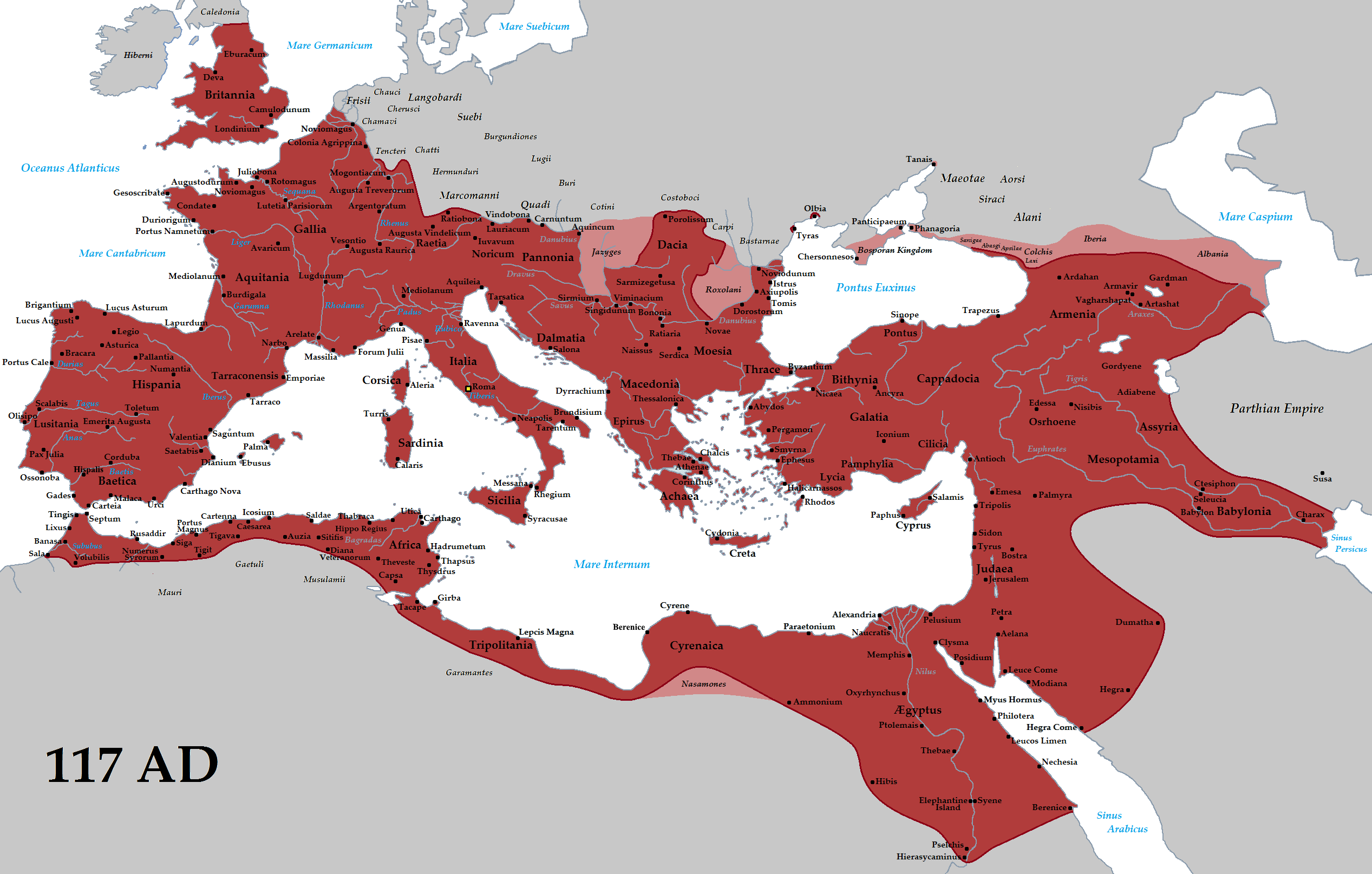
Кордони Римської імперії в період її найбільшого територіального розширення (початок II століття)

На межі III–II століть до н. е. в боротьбу за панування у східному Середземномор'ї вступив могутній Рим. Завоювавши Фракію і зробивши її адміністративним центром Перинф, римляни впритул наблизилися до володінь Візантія. Спочатку їхні стосунки складалися сприятливо для візантійців, адже римляни визнавали незалежність Візантія і його статус вільного міста-держави, вони оголосили Візантій своїм союзником, протегували візантійським купцям і навіть зберегли за Візантієм його доходи від митних зборів. Але зі зростанням свого впливу в Середземномор'ї римляни все сильніше підпорядковували собі Візантій. Спершу Рим не особливо втручався у внутрішні справи міста, однак, змусив візантійців поступитися митними зборами з кораблів, що проходили через Босфор, чим поклав початок поступовому перетворенню вільного міста в одне з римських володінь.
На початку нашої ери Візантій при наявності римського намісника все ще зберігав автономію у внутрішніх справах, але за правління імператора Веспасіана місто було позбавлене автономії і вся повнота влади опинилася в руках намісника. Однак, не бажаючи викликати невдоволення серед жителів такого стратегічно важливого для римлян торгового центру, імператори повернули Візантію автономію в справах міського управління, яка проіснувала до кінця II століття. Перші два століття нашої ери стали для Візантія періодом процвітання, економічного зростання, бурхливого розвитку науки і мистецтва. Особливо славилися візантійські архітектори і будівельники, яких запрошували для зведення храмів і фортець багато міст Причорномор'я. У Візантії тієї пори жили відомі учені, в тому числі історик і географ Діонісій Візантійський, а також поети, прозаїки, філософи, музиканти, актори і скульптори. Уздовж протоки розташовувалися 29 великих святилищ, побудованих в елліністичну і римську епохи. Крім того, у Візантії і Халкедоні утворилися християнські громади, тут проповідували Андрій Первозваний (за традицією він вважається першим єпископом Візантійським, засновником і небесним заступником Константинопольської православної церкви), Стахій, Онисим, Полікарп I, Плутарх та інші діячі Церкви. У роки єпископства Пертинакса на місці сучасного району Галата були побудовані нові церква і резиденція єпископа, що поклали початок невеликому християнському анклаву. Розмірений плин життя порушився після смерті імператора Коммода.

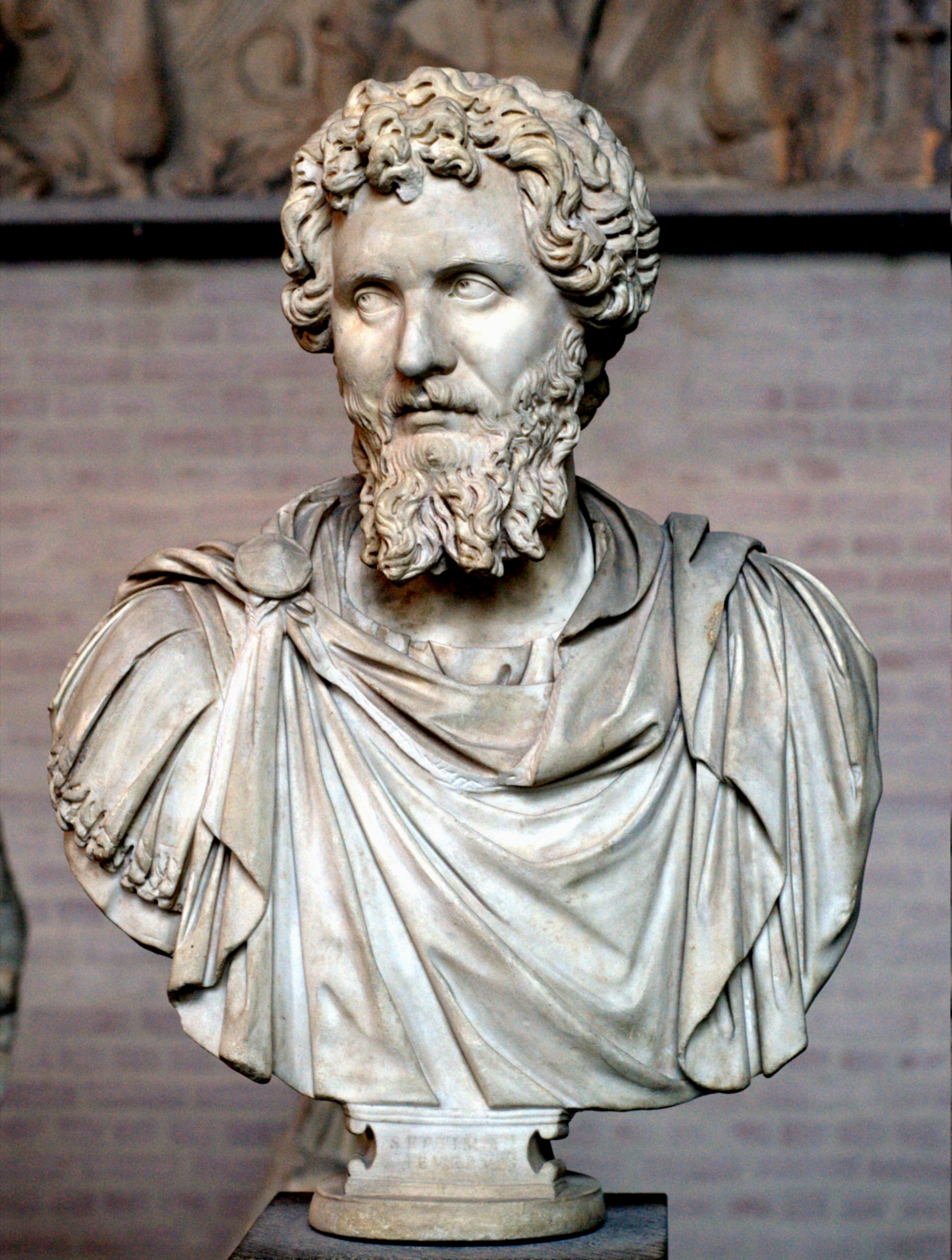
Бюст Септимія Севера

Різні римські легіони майже одночасно проголосили імператорами трьох своїх воєначальників — легата Британії Клодія Альбіна, легата Паннонії Септимія Севера і легата Сирії Песценнія Нігера. Септимій Север швидко зайняв Рим, уклав союз з Клодієм Альбіном і вирушив у похід проти Нігера, який до цього часу підпорядкував собі східну частину імперії. Зазвичай обережний і далекоглядний в справах політики, Візантій цього разу здійснив стратегічну помилку і поставив на Нігера, надавши йому допомогу в боротьбі з Севером. Після загибелі Нігера у 194 році Септимій Север вирішив покарати всіх його прибічників, наклавши на них важку контрибуцію. У 196 році війська Севера взяли в облогу Візантій, який не хотів здаватися без опору. Виснажлива облога тривала три роки, довівши населення міста до крайнього знесилення. Зрештою голод і відсутність надії зломили стійкість захисників Візантія, і місто здалося на милість переможця.
Септимій Север наказав стратити усіх вцілілих воїнів і магістратів, зруйнувати всі значні будівлі та зрити потужні міські стіни, які багато століть охороняли Візантій від ворогів. Крім того, він позбавив Візантій автономії, підпорядкувавши його Перинфам, і примусив мешканців платити величезні податки. Деякий час по тому Север розкаявся у своїй жорстокості і почав відновлювати місто (історики приписують заслугу у відновленні Візантія його синові — майбутньому імператору Каракаллі). Однак наслідки облоги і подальшого руйнування виявилися настільки катастрофічними, що місто ще довго не могло оговтатися. Воно втратило не лише колишню велич, а й виняткову роль в середземноморській торгівлі, і протягом століть залилося скніючої римською периферією. Візантій ще більше занепав після того, як за правління імператора Галлієна під час чергової смути римські війська знову спустошили місто.
Все змінилося за імператора Костянтина I Великого, який вирішив створити на місці стародавнього Візантія нову столицю Римської імперії. За однією з легенд, вперше Костянтин познайомився з околицями Візантія, коли став тут табором під час війни з Ліцинієм. Одного разу втомившись від тривалої прогулянки, Костянтин приліг і заснув. Уві сні йому явилася знатна, але втомлена жінка; незабаром вона перетворилася на молоду і красиву дівчину, на яку Костянтин поклав знаки імператорської влади. Вражений сном, Костянтин трактував його по-своєму — в образі жінки перед ним постав Візантій, якому імператор мав повернути велич і багатство. Згідно з іншою розповіддю, під час облоги Візантія, зайнятого військами Ліцинія, Костянтин оцінив всю вигоду його унікального розташування і дійшов висновку, що саме тут повинна бути його нова столиця. Крім того, на рішення Костянтина вплинула і неспокійна обстановка в самому Римі, здавна схильному до заворушень і змов. Як би там не було, у 324 році відбулося закладення нового міста, яке невдовзі значно перевершило славу свого попередника. Почалося зведення розкішного імператорського палацу, для оздоблення якого з різних місць Греції привезли найкращі твори мистецтва, терм, бібліотек і величезного іподрому.